# El Médano

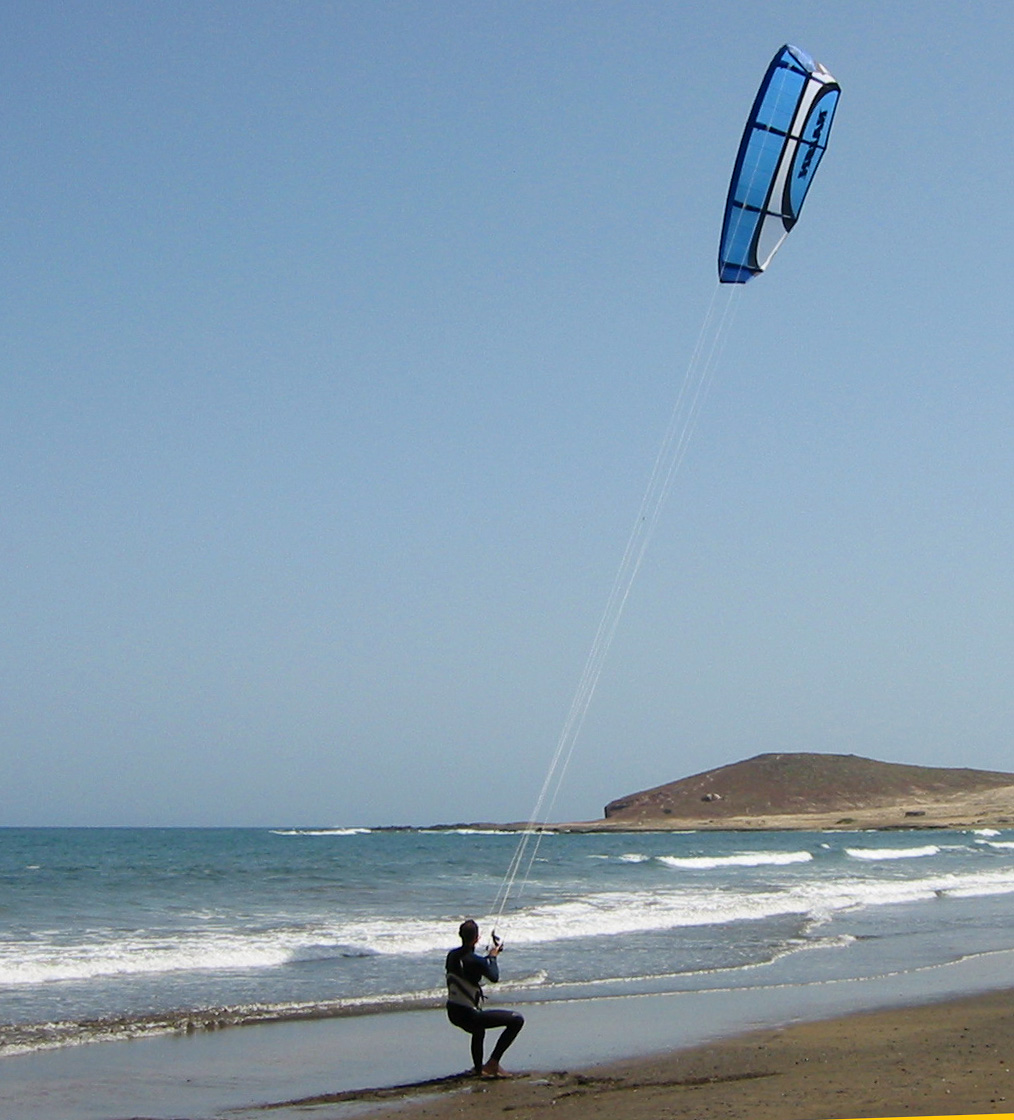
Platja de El Médano

El Médano és un enclavament turístic del sud de l'illa de Tenerife (Illes Canàries), al municipi de Granadilla de Abona.
La seva població de dret ascendeix a 5.824 habitants segons l'ISTAC (2006). Compta amb la més gran platja natural de Tenerife amb uns 2 km de longitud i amb poca profunditat marina. Aquesta platja de fina sorra blanca és freqüentment assotada pel vent el que la converteix en zona per a la pràctica de surf, windsurf, kitesurf i fins i tot vol d'estels. Anualment es realitzen competicions d'aquestes i d'altres disciplines esportives, algunes d'elles dins de l'àmbit internacional, valedores per a campionats nacionals, mundials, etc.
La platja disposa de servei de vestuaris, dutxes, i també bars i restaurants al seu entorn. Així mateix, és nombrosa l'oferta hotelera que, a les seves diferents variants hoteleres i també extrahoteleres, ofereix El Médano.
Als afores de la ciutat es troba la cueva del Santo Hermano Pedro, lloc on Sant Pedro Betancur va viure durant un temps. És un santuari de pelegrinatge.